# Kulany
Kulany – wieś sołecka w Polsce położona w województwie mazowieckim, w powiecie mławskim, w gminie Wieczfnia Kościelna.
| SIMC    | Nazwa          | Rodzaj    |
| ------- | -------------- | --------- |
| 0128912 | Kulany-Kolonie | część wsi |
| 0128929 | Marianowo      | część wsi |

W latach 1975–1998 miejscowość administracyjnie należała do województwa ciechanowskiego.